# Hyperolius balfouri
Hyperolius balfouri és una espècie de granota de la família dels hiperòlids que viu al Camerun, República Centreafricana, República Democràtica del Congo, Etiòpia, Kenya, el Sudan, Uganda i, possiblement també, al Txad i Nigèria.
Està amenaçada d'extinció per la pèrdua del seu hàbitat natural.